# هاندلي بيج هاستينغز
هاندلي بيج هاستينغز  (بالإنجليزية: Handley Page Hastings)‏ هي طائرة نقل أنتجت في 1947 ببريطانيا. من صناعة هاندلي بيج. كانت تستخدم بشكل أساسي من قبل سلاح الجو الملكي. كان أول طيران لها في 7 مايو 1946. دخلت الخدمة في 1948، انتهت خدمتها في 1977. صنع منها 151 طائرة.